# Georg Birgelen

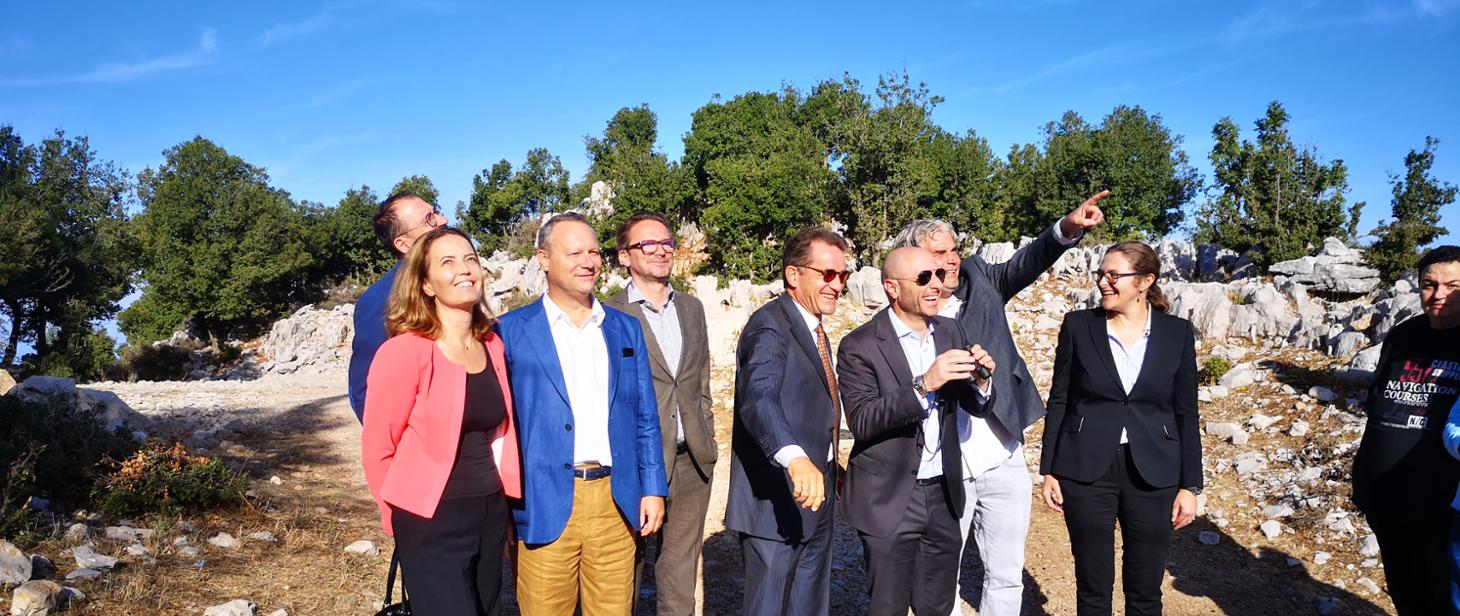
Jose Luis Vinuesa Santa Maria, Salina Grenet-Catalano, Marian Wrba, Przemysław Niesiołowski, Georg Birgelen, Fadi Jreissati, NN, Merete Juhl

Georg Birgelen (* 1955) ist ein deutscher Diplomat im Ruhestand. Zuletzt leitete er vom 1. Januar 2021 bis zum 29. Februar 2024 als erster Präsident das Bundesamt für Auswärtige Angelegenheiten.

## Leben
Birgelen stammt aus Lobberich. 1972 absolvierte er dort sein Abitur und studierte anschließend Betriebswirtschaftslehre in Köln und an der Pennsylvania State University. 1977 erlangte er den akademischen Grad Diplom-Kaufmann, arbeitete als selbständiger Importkaufmann und schrieb parallel seine Dissertation. 1980 wurde er mit seiner Arbeit über Termingrobplanung in der industriellen Einzel- und Kleinserienfertigung mit linearer Optimierung promoviert und erlangte den akademischen Titel Dr. rer. pol.
Birgelen ist verheiratet und hat vier Kinder.

## Laufbahn
1980 trat Birgelen in die Laufbahn des höheren Auswärtigen Dienstes ein und absolvierte die Attachéausbildung. Ab 1982 war Birgelen an der Deutschen Botschaft in Jakarta, Indonesien, als Wirtschaftsreferent tätig. Von 1985 bis 1988 wurde er als Personalreferent im Auswärtigen Amtes in Bonn eingesetzt, danach war er Ständiger Vertreter des Deutschen Botschafters in Panama. 1990 wechselte er an die Ständige Vertretung der Bundesrepublik Deutschland bei der Europäischen Union in Brüssel als Pressereferent. Von 1993 bis 1998 arbeitete Birgelen als stellvertretender Referatsleiter des Europareferats im Bundeskanzleramt. 1999 ging Birgelen als Austauschbeamter in das Außenministerium Kanadas in Ottawa. Im Anschluss war er von 2000 bis 2003 Ständiger Vertreter des Botschafters der Bundesrepublik Deutschland in Kanada. Ab 2003 war Birgelen im Auswärtigen Amt am Dienstsitz Berlin Leiter des Liegenschaftsreferats Ausland, ab 2008 Beauftragter für Infrastruktur und Verwaltungsreform und ab 2009 Beauftragter für Menschenrechte, humanitäre Hilfe, zivile Krisenprävention und Terrorismusbekämpfung. 2011 ging er als Ständiger Vertreter des Botschafters an die Deutsche Botschaft Moskau.
Ab 2015 war Birgelen Generalkonsul in Istanbul und von 2018 bis 2020 Botschafter in Beirut, Libanon. Ab dem 1. Januar 2021 leitete er als Präsident das Bundesamtes für Auswärtige Angelegenheiten im Amt eines Botschafters. Zum 1. März 2024 trat er in den Ruhestand. Als Präsident des BfAA folgte ihm Holger Seubert nach.

## Veröffentlichungen
- Termingrobplanung in der industriellen Einzel- und Kleinserienfertigung mit linearer Optimierung. Mannhold, Düsseldorf 1981, ISBN 3-88485-309-0 (Dissertation).